# 2. Międzynarodowy Festiwal Filmowy w Wenecji
2. Międzynarodowy Festiwal Filmowy w Wenecji odbył się w dniach 1–20 sierpnia 1934 roku. Na festiwalu po raz pierwszy spośród zestawu obrazów konkursowych przyznano Puchar Mussoliniego dla najlepszego filmu zagranicznego i najlepszego filmu włoskiego.
Puchar Mussoliniego za najlepszy film zagraniczny przyznano brytyjskiemu obrazowi Człowiek z Aran w reżyserii Roberta J. Flaherty'ego. Za najlepszy film włoski uznano Teresę Confalonieri w reżyserii Guido Brignone.